# Rumphi United FC
Der Rumphi United Football Club ist ein malawischer Fußballverein mit Sitz in der Stadt Rumphi. Der Verein stieg 2022 aus der TNM Super League ab und spielt aktuell in der zweitklassigen Northern Region 2 League.

## Geschichte
Der Verein wurde im Jahr 2019 von Jones Mocktone Mkandawire gegründet. Erstmals in die malawische Erste Liga aufgestiegen, erreichte er in der Saison 2020/21 den Aufstieg, nachdem er Embangweni United mit 3:0 in der Northern Region Football Association besiegte. Im selben Jahr erreichte United das Halbfinale des FDH Bank Cup, scheiterte jedoch im Elfmeterschießen gegen Ekwendeni Hammers.
In der Saison 2022 wurde der Verein in der Super League mit nur 10 Punkten Tabellenletzter und stieg ab. Zuvor erlitt man gegen Mighty Mukuru Wanderers eine 10:0-Niederlage, die bis heute die höchste Niederlage in der Geschichte des Vereins und der Liga darstellt. Im Pokal schied Rumphi United FC in der ersten Runde gegen Blue Eagles FC mit 0:2 aus.

## Stadion
Die Heimstätte des Rumphi United Football Club ist das Rumphi-Stadium, das eine Kapazität von 1000 Zuschauern hat.

## Erfolge
- Malawischer Zweitligameister: 2020/21